# Province de Cordillera (Chili)
Pour l’article homonyme, voir Province de Cordillera (Bolivie).

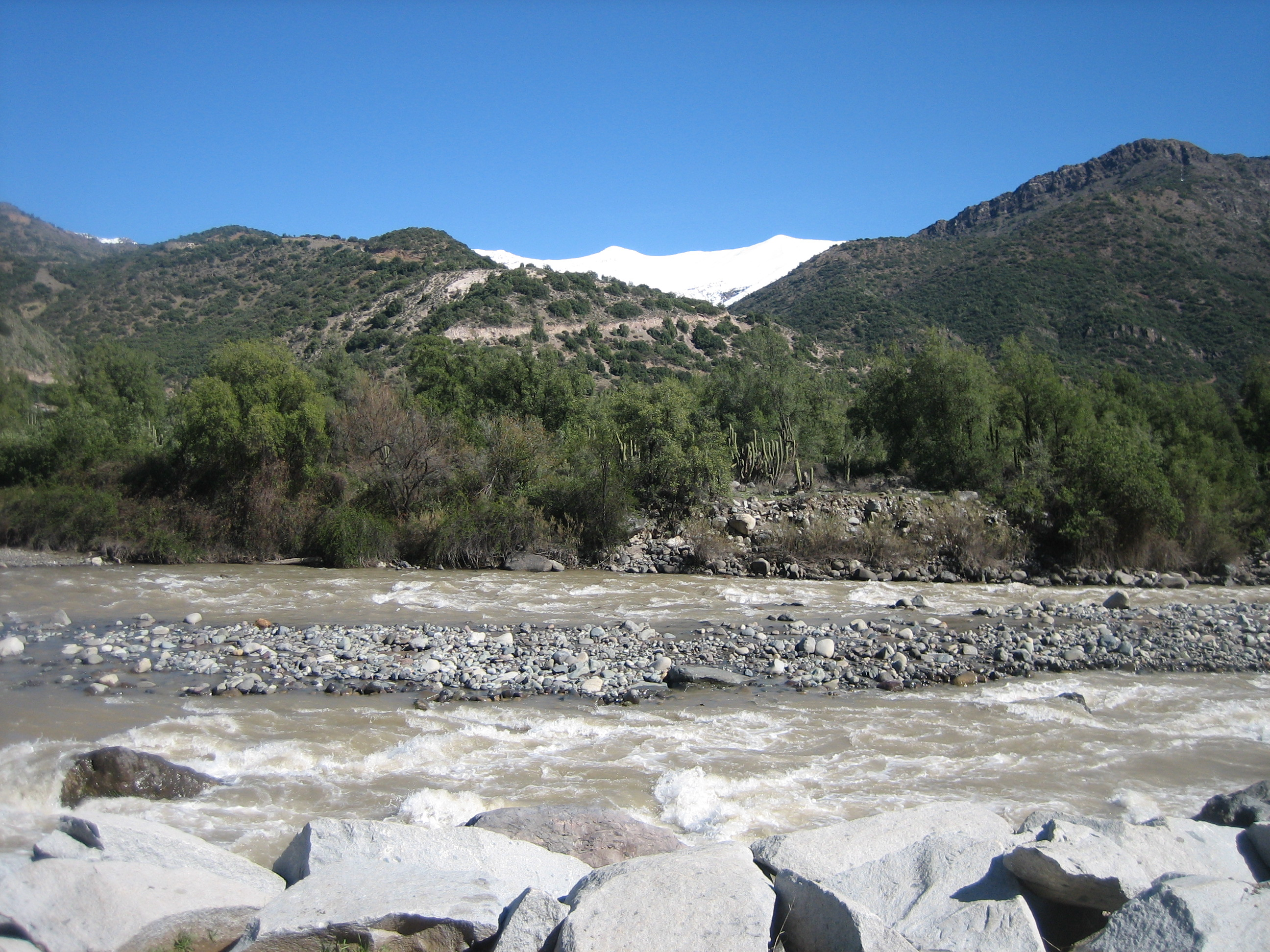
Camino Al Volcán, San José de Maipo

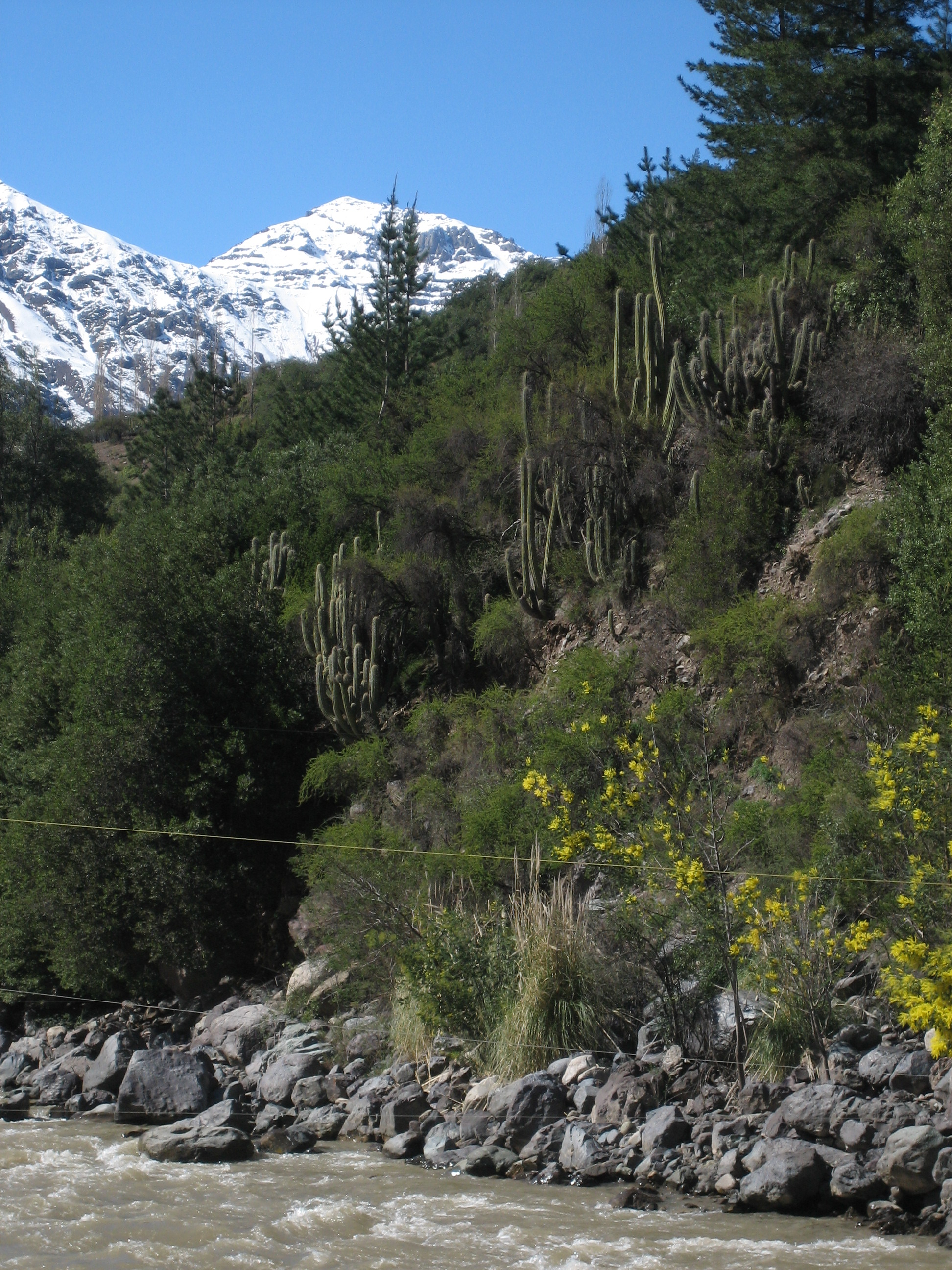
Cascade de Las Animas à San José de Maipo

La province de Cordillera est une province chilienne située à l'est de la région métropolitaine de Santiago. Elle a une superficie de 5 616 km² pour une pobulation de 668 554 habitants (estimation de l'I.N.E pour 2005). Sa capitale provinciale est la ville de Puente Alto. 

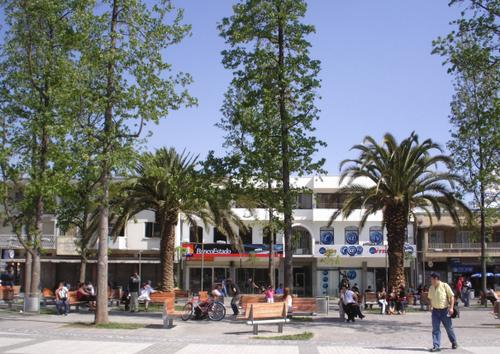
Puente Alto

## Économie
L'économie de la province de Cordillera s'oriente autour de l'exploitation du gypse sur un volcan, dans le secteur du Cajón del Maipo. Les eaux du Maipo rendent possible l'agriculture (surtout fruitière) et le développement de vignobles destinés à l'industrie viti-vinicole. L'industrie du papier (papeterie de Puente Alto) et de la farine (Molino de Puente Alto) génèrent de nombreux emplois.

## Communes

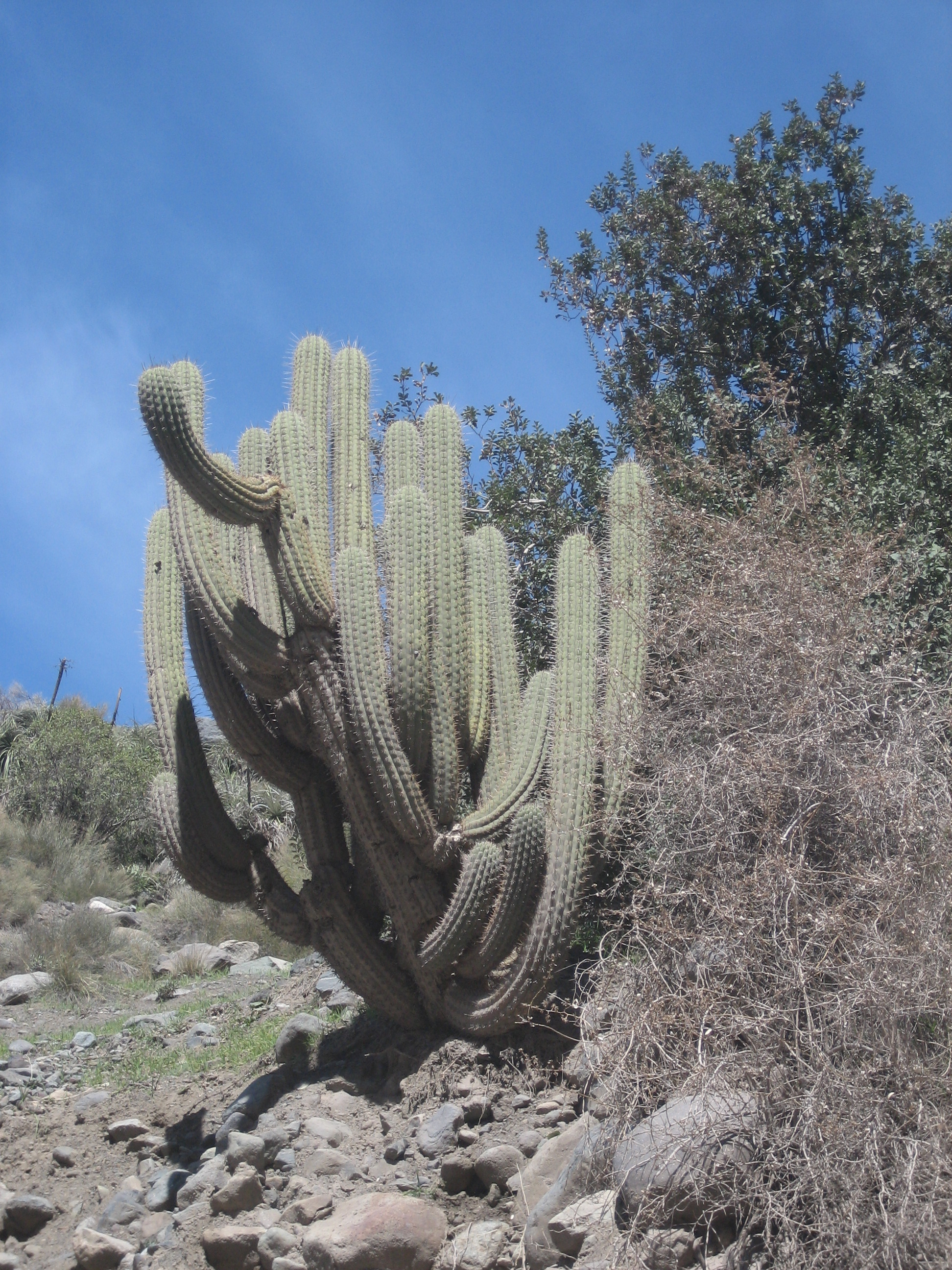
Un cactus à San José de Maipo

La province est divisée en 3 communes :
- Puente Alto
- San José de Maipo
- Pirque